# Mutyi

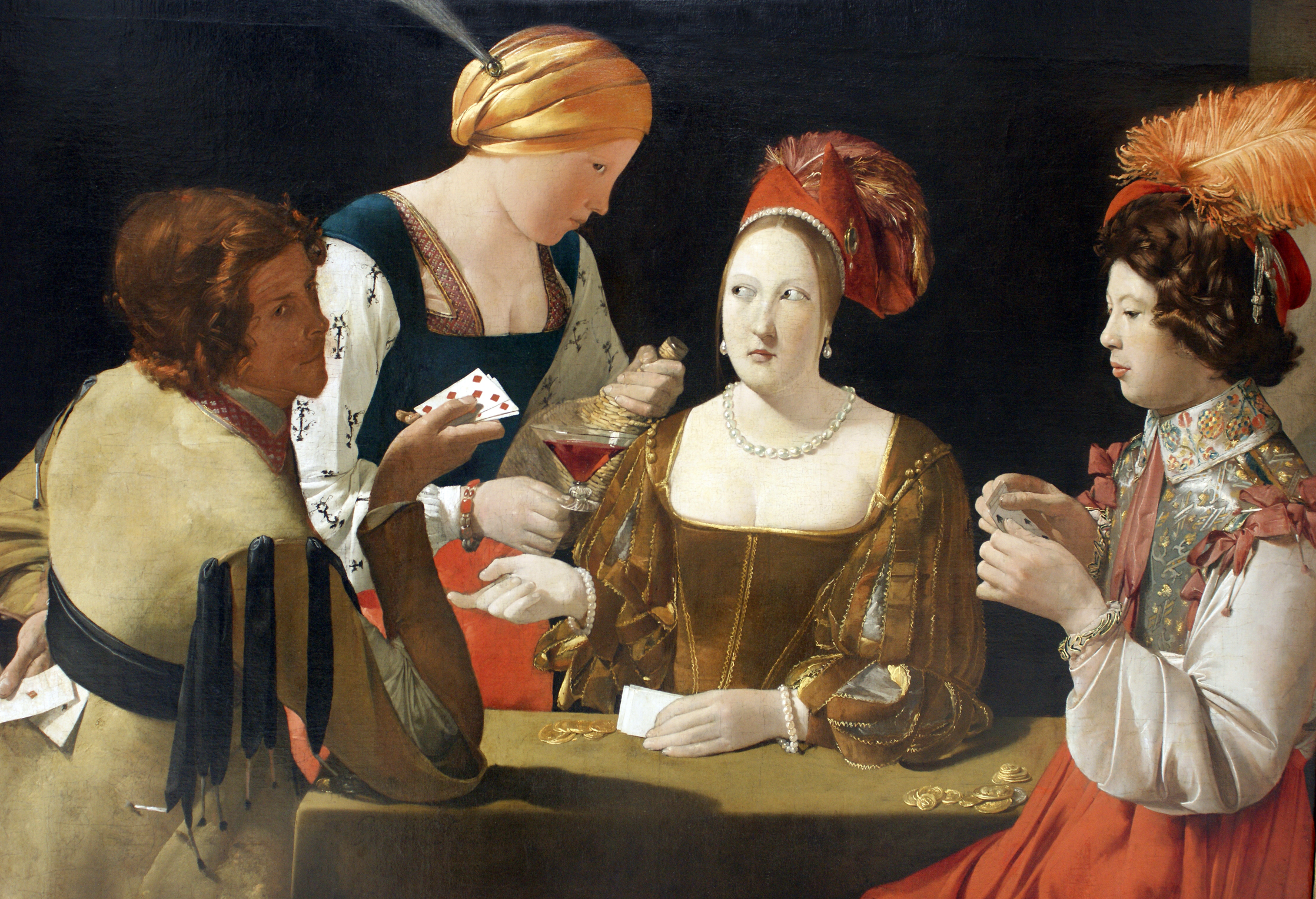
Csalás a káró ásszal, Georges de La Tour festménye

A mutyi szó a mai magyar nyelvben olyan titkos korrupciós megállapodásra utal, amelynek résztvevői valamilyen meg nem engedett hasznon avagy megengedett hasznon meg nem engedett módon osztoznak.
„Közös üzletben, ill. kártyajátékban a szükséges befektetésnek az egyik félre eső része, a hozzájárulás összege.”
A magyar belpolitikában a 2010-es években a dohányboltok engedélyezési rendszerének alapvető megváltoztatása kapcsán vált ismertté (ú.n. trafikmutyi).

## A szó eredete
A szó eredete nem egyértelmű. Valószínűleg a francia „moitié” szóból származik, amely valamely egésznek a felét jelenti. Ebben az esetben eredetileg hamiskártyások használták és a felesben felosztandó közös nyereségre játszást értették rajta. Azonban elképzelhető, hogy a német „mutschen” (megveszteget) szóból ered, esetleg egyszerű hangulatfestő szó is lehet, hasonlóan a sunyi és a suttyomban szavakhoz.

## A „trafikmutyi”
2013-ban államilag pályázatokat hirdettek dohányboltok üzemeltetésére és tulajdonlására.
Hadházy Ákos akkori fideszes szekszárdi önkormányzati képviselő azt állította, hogy a tolnai megyeszékhelyen a polgármester a trafikpályázatok listájával érkezett a kormánypárti képviselők találkozójára, annak érdekében, hogy véleményezzék azokat. Hadházy ezt „trafikmutyinak” nevezte.